# グレンキンチー蒸溜所
グレンキンチー蒸溜所（Glenkinchie Distillery）はスコットランドのイースト・ロージアンにあるシングルモルト・スコッチ・ウイスキーの蒸留所。オーナーはディアジオ。現存する6箇所のローランド・モルト蒸留所のひとつである。

## 歴史

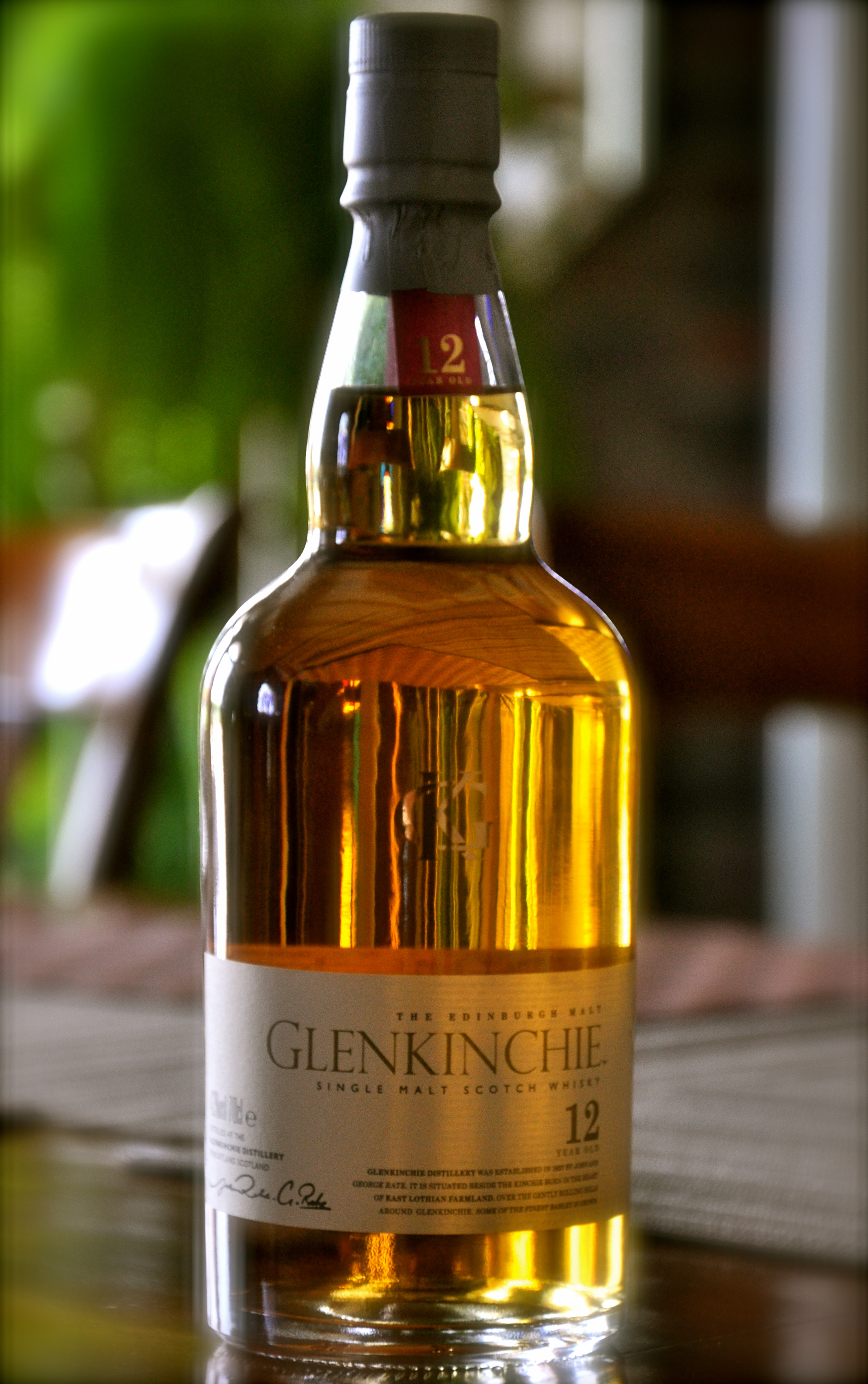
グレンキンチー12年

蒸留所はその名が示すとおり、キンチー川沿いのグレンに位置する。エディンバラから約24km、イースト・ロージアンのペンケイトランドに近い農地である。「キンチー」という言葉はかつての領主の名「ド・クインシー」が変化したものである。蒸留所の起源はレイト兄弟が設立した1825年頃であり、正確な資料はないものの1837年にグレンキンチー蒸留所と名乗る以前はミルトン蒸留所であったと思われる。1853年、兄弟は破産し蒸留所は製材所に転用された。
1881年、ブレンデッド・ウイスキーの需要増に着目したエディンバラの投資家たちが蒸留所を再建、ジェームズ・グレイ少佐指揮の下ウイスキー生産が開始された。
1969年、モルティングを停止し、モルト製造フロアはモルトウイスキー博物館に転用された。
1989年、ユナイテッド・ディスティラーズがクラシック・モルツ・オブ・スコットランドのセットに加えて宣伝するまで、グレンキンチーの名はほとんど忘れ去られていた。
2013年、グレンキンチー12年がワールド・ウイスキー・アワードのベスト・ローランド・シングルモルトに選ばれた。